# السيدة إيكدورف في فندق أونيلز
السيدة إيكدورف في فندق أونيلز رواية كتبها ويليام تريفور، والتي نشرها رئيس بدلي (بالإنجليزية:  The Bodley Head)‏ في عام 1969، تم وضع الرواية في القائمة القصيرة لجائزة بوكر في عام 1970.

## ملخص الرواية
قررت السيدة آيفي إيكدورف المصورة الفوتوغرافية المحترفة التي مرّت بتجربتي زواج فاشلتين، زيارة فندق أونيلز في دِبلن بعد سماعها بوجود بعض الأسرار الغامضة في المكان .
الفندق من ممتلكات السيدة سينوت وهي سيّدة صمّاء ورحيمة تقترب من سن الثانية والتسعين، لديها ابن عديم الرحمة يُدعى يوجين مُدمن مُقامر في حالة سُكر دائمة، يُنفق القليل على صيانة الفندق. مما جعل المكان سيء السمعة إلى حد ما .
موريسي قواد محلي، في أغلب الأحيان يُنسّق لقاء عملاءه مع البغايا في الغرف .
تحضُر روح السيدة إيكدورف الشقية التي لا تعرف الكلل في حياة عائلة سينوت وأُونيل الذي يعمل بواب القصر، والأب هينسي، القس الكاثولوكي في الرعية المحلية .